# 山田よう子
山田 よう子（やまだ ようこ、本名は山田 洋子、1976年5月25日 - ）は、日本アームレスリング連盟（JAWA）所属の女性アームレスラー、PUREBRED所属の総合格闘家、フリーの女子プロレスラー。東京都出身。女優南田洋子の遠縁にあたる（従兄弟の娘）。

## 来歴
生まれた時から南田洋子にかわいがられて育ち（本人曰く、南田から「よう子」の名前をもらって命名された）、小学6年から中学1年までモモコクラブに在籍しアイドル活動を行う。
堀越学園芸能科に入学。TOKIOの松岡昌宏は同級生。長門・南田夫妻が設立した『人間プロダクション』に所属しドラマ等に出演したが、芸能界の体質が合わず芸能活動から距離を置く。
アームレスリングは2002年から2012年まで『全日本アームレスリング選手権大会』で日本最多の11連覇。2017年より復帰し全日本王者に返り咲き、以降4連覇を果たす。
2004年、南アフリカ・ダーバンで開催された『第26回WAF世界アームレスリング選手権大会』で、女子-50kg級左右で3位入賞し、翌2005年12月3日の『第27回世界選手権東京大会』では、シニア女子45kg級ライトハンドの決勝でロシアのユーリア・ボロブエワと対戦し2ファールで敗れたが、プレーオフで勝利し日本人女子初の世界王者となった(尚、シニア女子45kg級は第27回WAF世界大会でのみ開催された階級のため現在は存在しない)。
総合格闘技ではPUREBRED所属の「大和魂」ことエンセン井上に師事。女子格闘技最短の10秒1本勝ちもしておりデビューは2003年4月2日の『スマックガール』・六本木ヴェルファーレ大会での坂口一美戦だったが、開始ゴング前の坂口の奇襲に怒った山田が、坂口をフロントチョークで絞め落とすと、試合後は坂口のセコンド相手に乱闘寸前になるという試合だった。その後も持ち前の腕力とパワーで無傷の3連勝をしていたが2006年8月19日の『レッスルエキスポ2006』で村浪真穂に初黒星を喫し、2008年6月15日のナナチャンチン戦まで2年近く総合格闘技から離れていた。
2006年7月2日、MMAと並行し、『レディゴン祭り』で元気美佐恵相手にプロレスデビュー。2008年1月27日には『息吹』に初参戦し吉田万里子と対戦。その後も息吹に継続参戦し、2月17日付でエスオベーション所属となった。
2009年12月11日、『JEWELS』初参戦となった『JEWELS 6th RING』でMIYOKOと対戦し、1年振りのMMA復帰でありながら勝利を収めた。
2011年8月19日、シュートボクシング『Girls S-cup2011』に出場。デビュー戦のMIOと対戦したが、悪質なクリンチを繰り返しレフリーの指示に応じないなどレッドカードを2回提示されて反則負けを喫した 。
2019年12月、ポーランドで開催された『Zloty Tur World Cup』で日本人初優勝（女子シニアライトハンド52kg級）。
2020年5月、YouTubeチャンネル「令和の虎」に志願者として登場したが、出資を得られずに「Nothing」となった。
夫は同じくアームレスラーの小寺弘士（Zloty Tur 2019 シニア左右57kg級世界王者）。離婚歴あり。2021年2月25日に第5子を出産した。
バイセクシャルを公表している。

## 入場テーマ曲
- 「ウィ・ウィル・ロック・ユー」（クイーン）

同じ「剛腕」をキャッチフレーズに持つゲーリー・グッドリッジの入場テーマ曲。当初はグッドリッジと同じムーブで入場していた。

## 戦績

### 総合格闘技
| 総合格闘技 戦績 | 総合格闘技 戦績 | 総合格闘技 戦績 | 総合格闘技 戦績 | 総合格闘技 戦績 | 総合格闘技 戦績 | 総合格闘技 戦績 |
| --------------- | --------------- | --------------- | --------------- | --------------- | --------------- | --------------- |
| 7 試合          | (T)KO           | 一本            | 判定            | その他          | 引き分け        | 無効試合        |
| 6 勝            | 1               | 4               | 1               | 0               | 0               | 0               |
| 1 敗            | 0               | 1               | 0               | 0               | 0               | 0               |

| 勝敗 | 対戦相手       | 試合結果                   | 大会名                                                                         | 開催年月日     |
| ○    | MIYOKO         | 5分2R終了 判定3-0          | JEWELS 6th RING                                                                | 2009年12月11日 |
| ○    | ナナチャンチン | 1R 1:00 KO（右ストレート） | DEEP GLOVE 2                                                                   | 2008年6月15日  |
| ×    | 村浪真穂       | 1R 1:14 腕ひしぎ十字固め   | レッスルエキスポ2006 夏のお台場・女子格闘技物語 【レッスルエキスポ特別ルール】 | 2006年8月19日  |
| ○    | 安才梓         | 1R 0:10 腕ひしぎ十字固め   | G-SHOOTO JAPAN 05                                                              | 2006年5月6日   |
| ○    | 笠木悠子       | 1R 4:37 フロントチョーク   | G-SHOOTO Plus 05                                                               | 2006年2月24日  |
| ○    | 大貫はるか     | 1R 4:12 チョークスリーパー | SMACKGIRL 2005 〜Dynamic!!〜 【オープニングファイト】                          | 2005年8月17日  |
| ○    | 坂口一美       | 1R 1:09 フロントチョーク   | SMACKGIRL Third Season-II                                                      | 2003年4月2日   |

### シュートボクシング
| 勝敗 | 対戦相手 | 試合結果           | 大会名                                                | 開催年月日    |
| ×    | MIO      | 1R1分52秒終了 反則 | SHOOTBOXING GIRLS TOURNAMENT Girls S-cup2011 日本予選 | 2011年8月19日 |

## 獲得タイトル
- 世界アームレスリング大会 
  - 女子-50kg級レフトハンド4位・同-50kg級ライトハンド4位 [6]（2003年）
  - 女子-50kg級レフトハンド3位・同-50kg級ライトハンド3位 [7]（2004年）
  - 女子-45kg級ライトハンド優勝（2005年）
- Zloty Tur World Cup [4]（2019年12月）
  - 女子シニア52kgライトハンド優勝・同レフトハンド2位
- 全日本アームレスリング選手権 [8]
  - 11連覇（2002～2012年）
  - 女子-50kg未満級レフトハンド優勝（2002年）
  - 女子-50kg未満級レフトハンド優勝、同-50kg未満級ライトハンド優勝（2003年）
  - 女子-50kg未満級レフトハンド優勝、同-50kg未満級ライトハンド優勝（2004年）
  - 女子-45kg級レフトハンド優勝、同-45kg級・同-50kg級ライトハンド優勝（2005年）
  - 女子-50kg級レフトハンド優勝、同-50kg級・同-55kg級・同-60kg級ライトハンド優勝（2006年）
  - 女子-50kg級・同-55kg級レフトハンド優勝、同-50kg級・同-55kg級ライトハンド優勝（2007年）
  - 女子-50kg級・同-55kg級・同-60kg級レフトハンド優勝、同-50kg級・同-55kg級・同-60kg級ライトハンド優勝（2008年）
  - 女子-50kg級・同-55kg級レフトハンド優勝、同-50kg級・同-55kg級ライトハンド優勝（2009年）
  - 女子-50kg級・同-55kg級レフトハンド優勝、同-50kg級・同-55kg級ライトハンド優勝（2010年）
  - 女子-50kg級・同-55kg級レフトハンド優勝、同-50kg級・同-55kg級ライトハンド優勝（2011年）
  - 女子-50kg級・同-55kg級レフトハンド優勝、同-50kg級・同-55kg級ライトハンド優勝（2012年）
  - 女子-50kg級・-50kg級レフトハンド優勝、同-50kg級ライトハンド優勝（2017年）
  - 女子-50kg級・同-55kg級レフトハンド優勝、同-50kg級・同-55kg級ライトハンド優勝（2018年）
  - 女子-52kg級レフトハンド優勝、同-52kg級ライトハンド優勝（2019年）
  - 女子-52kg級レフトハンド優勝、同-52kg級ライトハンド優勝（2021年11月7日）
- 韓国国際アームレスリング大会 第5回シルヴィスクラシック　女子無差別級 優勝（2018年）
- 第23回アーノルドクラシック アームレスリングチャレンジ [9]
  - 女子80kg級 3位（2019年3月）
- マレーシア国際チャリティーマッチPREMIER101 [10]
  - 女子-65kgライトハンド優勝・同オーバーオールクラス優勝（2019年4月）

## メディア
写真集
- IRON BEAUTY（2006年、日本スポーツ出版社）

DVD
- WILD BODY（2005年、スパイスビジュアル）

映画
- ファンキー・モンキー・ティーチャー4 高校教師（1993年 東映）

オリジナルビデオ
- 爆乳戦隊パイレンジャー クイーン・アムレス（2008年 エースデュース ）

テレビ
- モモコクラブ（1987年 TBS）
- 闇のパープル・アイ　生徒役（1996年 テレビ朝日）
- 砂の城　峰子役（1997年 フジテレビ）
- SASUKE（2002年 TBS）
- 桂芸能社ポンッ!（2002年 TBS）
- 8020探検隊（2003年11月29日 フジテレビ）
- 最強の男は誰だ!壮絶筋肉バトル!!スポーツマンNo.1決定戦（2004年1月1日 TBS）
- 肉力強女（2004年2月27日～4月2日 テレビ東京）
- ジャンクSPORTS（2004年6月20日 フジテレビ）
- 笑っていいとも（2005年 フジテレビ）
- 女優魂（2006年1月5日 日本テレビ）
- 縁人（2006年1月8日 日本テレビ）
- バニラ気分!「マツケン・今ちゃん・オセロのGO!GO!サタ」（2006年5月6日 フジテレビ）
- 金のA様×銀のA様（2006年6月1日 日本テレビ）
- 竹山先生?（2006年 テレビ東京）
- 矢部美穂の女の密談（2006年 MONDO21）
- ザ・ノンフィクション 「人生の勝どき橋を渡りたい」（2009年11月22日 フジテレビ）
- 土曜スペシャル 「お得で豪華な冬の旅!素泊まり歓迎の名旅館」（2010年1月23日 テレビ東京）
- 激レアさんを連れてきた。（2019年6月1日 テレビ朝日）

インターネット
- 山田よう子のHAPPY GIRL （あっ!とおどろく放送局、2007年4月7日 - 6月30日）
- 令和の虎CHANNEL　特殊な経歴のアームレスリング世界王者がTiger Fundingに挑む！ [73人目]